# Гай Канулей (народный трибун 445 года до н. э.)
Гай Кануле́й (лат. Gaius Canuleius; умер после 445 года до н. э.) — древнеримский политический деятель, народный трибун в 445 году до н. э. Автор инициативы, разрешившей законные браки патрициев с представителями плебса.

## Биография
Во время своего трибуната Канулей провёл закон, разрешивший законные браки патрициев с плебеями (лат. Lex Canuleia de conubio patrum et plebis). Кроме того, вместе с остальными трибунами он предложил другой законопроект, позволяющий плебеям становиться консулами. Чтобы добиться принятия этих законов, Канулей даже угрожал запретить набор войска для планируемых военных кампаний против соседних племён. Однако из-за сильного сопротивления сенаторов он не смог добиться полного принятия последнего закона. В качестве компромисса с 444 года до н. э. была учреждена должность военного трибуна с консульской властью, который мог избираться как из патрициев, так и из плебеев.
Впрочем, точность описания Ливием деятельности Канулея и противостояния между патрициями и плебеями, в котором его законы сыграли важную роль, вызывает сомнения у некоторых современных исследователей.